# Machundžra
Machundžra nebo Machundžia (abchazsky Махәнџьра, gruzínsky a megrelsky მახუნჯია – Machundžia) je vesnice v Abcházii v okrese Gali. Těsně přiléhá k okresnímu městu Gali, s kterým sousedí na západě. Na západě sousedí také s Šašikvarou, dále na severozápadě a na severu s Galchučem, s Rečchu a s Gumryšem v okrese Tkvarčeli, které od Machudžry oddělují Vodní nádrž Gali a řeka Chob, na východě s Dichazurgou a na jihu s Čuburchindžem.
Oficiálním názvem obce je Vesnický okrsek Machundžra (rusky Махунджийская сельская администрация, abchazsky Махәнџьра ақыҭа ахадара). Za časů Sovětského svazu se okrsek jmenoval Machundžijský selsovět (Махунджийский сельсовет).

## Části obce
Součástí Machundžry jsou následující části:
- Machundžra (Махәнџьра)
- Cchir / Rečch-Cchiri (Цхьыр / Речхь-Цхьири) – gruz. Cchiri (ცხირი)

## Historie
Machundžra resp. Machundžia byla v minulosti součástí gruzínského historického regionu Samegrelo, od 17. století Samurzakanu. Po vzniku Sovětského svazu byla vesnice součástí Abchazské ASSR. Téměř celá populace byla gruzínské národnosti. Obec spadala pod okres Gali. V sovětské éře byla obec, jež časem prakticky srostla s rozvíjejícím se okresním městem Gali, reorganizována. V té době zahrnovala celý současný vesnický okrsek Šašikvara, jehož součást Mziuri bylo tehdy alternativní jméno pro Machundžiu.
Cchir byl po nastolení sovětské moci součástí Rečcho-Cchirského selsovětu. S blížícím se rozpadem Sovětského svazu byl Rečcho-Cchirský selsovět zrušen a obce Rečchu i Cchir byly přetransformovány v nově vzniklý Rečchinský a Cchirský selsovět.
Během války v Abcházii v letech 1992–1993 byla obec ovládána gruzínskými vládními jednotkami. Na konci této války se zdejší obyvatelé z Abcházie uprchli. Dvě třetiny se po skončení bojů vrátily a ocitly pod vládou separatistické Abcházie. V roce 1996 došlo k přejmenování Machundžie na současný název Machundžra. Později byla od Machundžry osamostatněna Šašikvara a okolní vesničky, a byl přičleněn Cchir, přestože tam z Machundžry nevede přes kopce a lesy žádná rozumná cesta.
Dle Moskevských dohod z roku 1994 o klidu zbraní а o rozdělení bojujících stran byla Machundžra začleněna do nárazníkové zóny, kde se o bezpečnost staraly mírové vojenské jednotky SNS v rámci mise UNOMIG. Mírové sbory Abcházii opustily poté, kdy byla v roce 2008 Ruskem uznána nezávislost Abcházie.

## Obyvatelstvo
Dle nejnovějšího sčítání lidu z roku 2011 je počet obyvatel této obce 1020 a jejich složení následovné:
- 997 Gruzínů (97,7 %)
- 4 Abchazové (0,4 %)
- 4 Rusové (0,4 %)
- 4 Pontští Řekové (0,4 %)
- 11 příslušníků ostatních národností (1,1 %)

Před válkou v Abcházii žilo v obci 1195 obyvatel, v celém Machundžijském selsovětu 1671 obyvatel.